# Haus Rath (Mechernich)

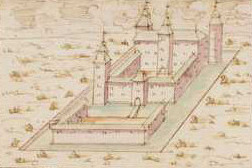
Abbildung des Hauses Rath im Codex Welser

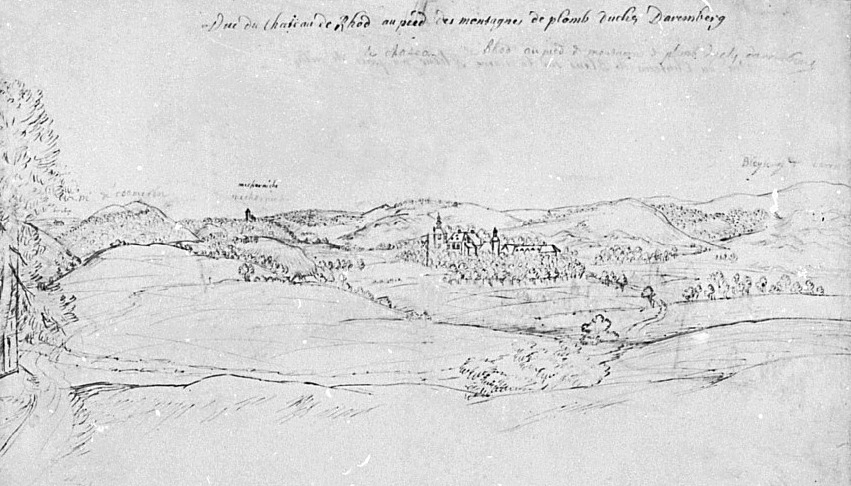
Ansicht des Hauses Rath von Renier Roidkin

Das Haus Rath, auch Marschallsrath genannt, lag zwischen den Mechernicher Stadtteilen Roggendorf und Strempt im Kreis Euskirchen in der Aue des Bleibachs.

## Geschichte
Erstmals genannt wurde eine Burg im Jahr 1312 als Sitz eines nach ihr benannten Adelsgeschlechts, dessen Erbtochter Alveradis von Rode um 1350 den Erbmarschall heiratete. 1435 gab der Herzog von Jülich einem anderen Erbmarschall, von Birgel zu Rath, die halbe Herrschaft Mechernich zu Lehen, die später reichsunmittelbar wurde und bis 1794 zum Haus Rath gehörte. Später wurde die Anlage noch mehrfach weiterverkauft.
Als adliger Rittersitz war Rath in den um 1720 entstandenen Codex Welser aufgenommen worden. Sie war damals als Zentrum einer Herrschaft noch in gutem Bauzustand. Es handelte sich um eine zweiteilige Anlage mit einfacher dreiflügeliger Vorburg und großem Herrenhaus. Dieses war ein quergelagerter Bau mit Mittelturm und zwei Ecktürmen, dem ein mauerumzogener Hof mit Eckturm und Torhaus vorgelagert war.
Schon im 18. Jahrhundert wurde die Anlage nur noch als Gutshof bezeichnet. 1782 ließ der Herzog von Arenberg, Ludwig Engelbert von Arenberg, Teile des Dachs für seine anderen Gebäude abtragen. 1808 waren bei der Aufnahme unter Jean Joseph Tranchot nur noch der rechteckige Außengraben und ein Herrenhaus-Flügel erhalten. 1853 wurde auch dieser Rest für den Bau der Eisenbahntrasse Kall-Mechernich niedergelegt. Einige Bauteile kamen in die Burg Hausen. Das Inventar der Schlosskapelle wurde nach 1771 in die Mechernicher Pfarrkirche gebracht.